# Gunung Sakti
Gunung Sakti is een bestuurslaag in het regentschap Bengkulu Selatan van de provincie Bengkulu, Indonesië. Gunung Sakti telt 512 inwoners (volkstelling 2010).